# NGC 2723
NGC 2723 é uma galáxia lenticular (S0) localizada na direcção da constelação de Hydra. Possui uma declinação de +03° 10' 42" e uma ascensão recta de 9 horas, 00 minutos e 14,3 segundos.
A galáxia NGC 2723 foi descoberta em 3 de Março de 1864 por Albert Marth.